# Born to Raise Hell
"Born to Raise Hell" é uma canção da banda de heavy metal inglesa Motörhead. Originalmente escrita por Lemmy para a banda alemã Skew Siskin, a canção aparece na abertura do filme Airheads.
Foi lançada como um single em 1994, apresentando Lemmy, Ice T e Whitfield Crane, vocalista do Ugly Kid Joe. O single conta com uma "Edição para as rádios"', a versão original do álbum Bastards e um mix intitulado 'Dust Brothers Live and Funky Mix'. Uma versão especial em vinil de 12 polegadas foi lançada, usando a mesma imagem utilizada na versão em CD.
Esta versão foi gravada durante as gravações de "Hellraiser" e "Hell on Earth", como um trabalho de última hora para servir de música de fundo para os créditos do filme Hellraiser III: Hell on Earth, porém ela não fora listada no álbum original de músicas do filme. A canção acabou sendo utilizada no filme Airheads, do qual algumas cenas foram exibidas no videoclipe.

## Faixas do single
Canção por Lemmy
1. "Born to Raise Hell (Edição parar as rádios)" - 4:02
2. "Born to Raise Hell (Versão do álbum)"  - 4:56
3. "Born to Raise Hell (Dust Bother Live and Funky Mix)" - 3:52

## Créditos
- Lemmy Kilmister – baixo, voz
- Ice T – voz
- Whitfield Crane – voz
- Phil Campbell – guitarra
- Würzel – guitarra
- Mikkey Dee – bateria